# Chiesa di Maria Santissima del Rosario (Palmi)
La chiesa di Maria Santissima del Rosario è un luogo di culto cattolico di Palmi. L'edificio è ubicato nel rione Ajossa all'incrocio tra la via del Concordato e la via Pasquale Galluppi. Chiamata anche chiesa di San Francesco, la chiesa di Maria Santissima del Rosario è sede dell'omonima parrocchia eretta nel 1733 e di un convento dell'ordine dei frati minori conventuali e, al suo interno, custodisce la venerata statua di Sant'Antonio di Padova.

## Storia

### L'antica chiesa
Sulla data di edificazione, a Palmi, di una prima di una chiesa dedicata alla Madonna del Rosario non vi sono certezze. Nella visita ex limina effettuata in città, nel 1586, da mons. Marco Antonio Del Tufo vescovo della diocesi di Mileto, la chiesa del Rosario non venne citata fra i templi esistenti in quel periodo.
La chiesa risulta invece esistente nel 1686, in alcuni atti della diocesi di Mileto. In quel secolo e nel successivo (fino al 1795), il luogo di culto venne adoperato anche per la sepoltura dei fedeli.
Nei documenti della visita del 1707 di mons. Domenicantonio Bernardini vescovo della diocesi di Mileto, la chiesa si qualificava come «beneficio semplice della famiglia Palumbo» e si evidenziavano gli altari dedicati a santa Maria della Pietà, al Santissimo Salvatore, a santa Lucia, all'Immacolata Concezione, a san Gregorio Taumaturgo, a santa Barbara ed ai santi Cosma e Damiano. Nel 1733 la chiesa fu elevata a parrocchia ed è menzionata come «parrocchia di S. Maria del Rosario» nella deposizione del 1740 dell'arciprete di san Nicola don Bruno Trifiletti, per l'elevazione della chiesa madre a collegiata.

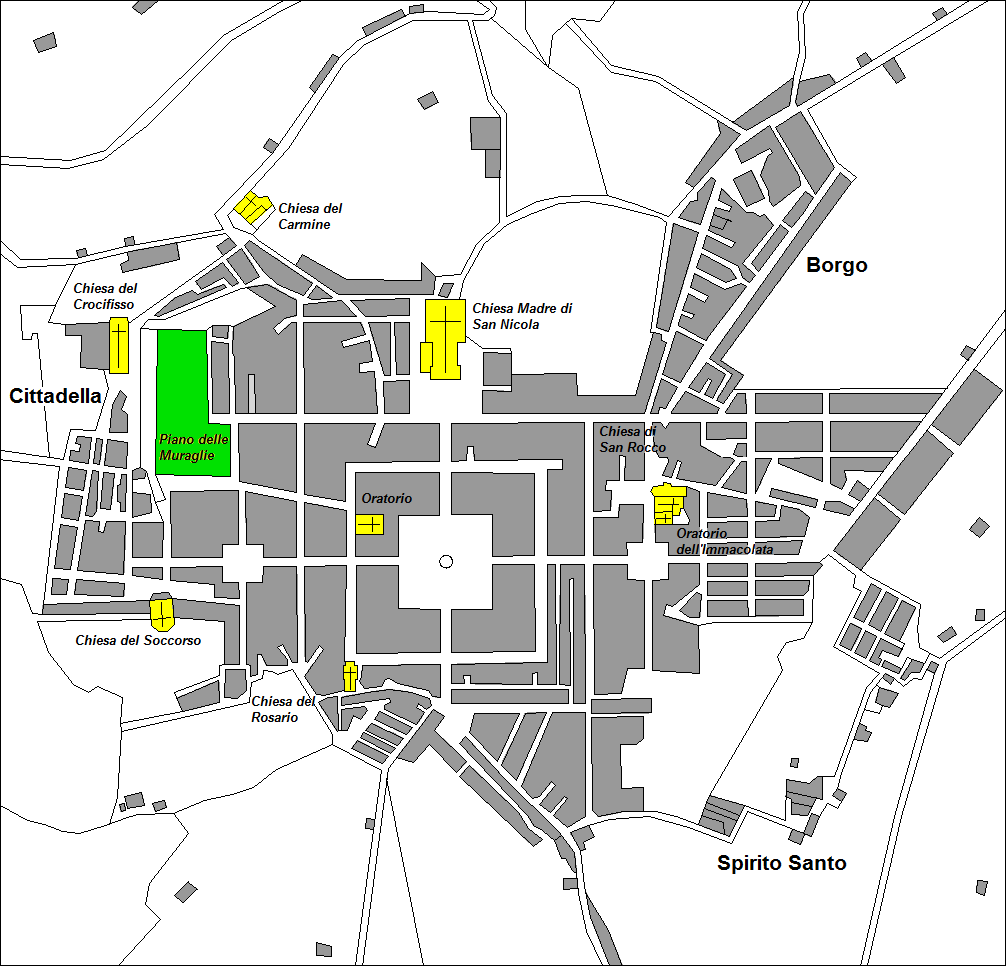
Localizzazione dell'antica chiesa del Rosario nella pianta ottocentesca di Palmi.

Il terremoto del 1783 distrusse la chiesa parrocchiale (assieme all'edificio del suo contiguo oratorio) che venne ricostruita nel 1790 ad opera del maestro Benedetto Repace, con direzione dei lavori da parte dell'ing. Pietro Galdo. Nel prospetto, in stile barocco, era posto un orologio mentre all'interno della chiesa, oltre all'altare maggiore dedicato alla Madonna del Rosario, sorgevano gli altari laterali di sant'Antonio di Padova e santa Lucia. I sedili erano in noce con dorature e i dipinti consistevano in nove quadri di cui tre raffiguranti l'Assunzione di Maria.
La chiesa fu danneggiata nuovamente dal terremoto del 1894, risultando tra i luoghi di culto cittadini maggiormente colpiti dal sisma e perdendo per sempre l'antico orologio all'italiana che aveva.
Il terremoto del 1908 non causò danni di grave entità alla chiesa, cosa che invece avvenne a causa di un ciclone che si abbatté su Palmi nel 1919, facendo interdire in maniera definitiva la chiesa trasferendo nell'oratorio del Santissimo Rosario la sede provvisoria della parrocchia, dandone la reggenza al parroco della Chiesa del Soccorso.

### La nuova chiesa
Dopo il terremoto del 1908, nel rione Ajossa (in un sito lontano dalla vecchia chiesa del Rosario ancora funzionante), i Frati Minori Conventuali della provincia religiosa di Napoli costruirono una chiesa prefabbricata intitolata a san Francesco da Paola. Negli anni trenta, lo stesso ordine religioso stava curando la realizzazione di un definitivo luogo di culto dedicato al santo calabrese, ad opera di maestranze locali, e alla nuova chiesa mons. Paolo Albera vescovo della diocesi di Mileto conferì la titolarità della vecchia parrocchia del Rosario, il cui edificio era stato interdetto nel 1919; per questo motivo il luogo di culto viene identificato dalla cittadinanza, a tutt'oggi, sia come "chiesa di San Francesco" sia come "chiesa del Rosario". Le funzioni liturgiche iniziarono il 20 dicembre 1937.
Nel secondo dopoguerra, nella parrocchia vennero fondati il Terz'Ordine Francescano, l'Azione Cattolica ed altre associazioni giovanili. Nl 1962, in occasione del 25º anniversario della nuova chiesa, il luogo di culto fu ristrutturato all'interno, con il rifacimento della facciata, e consacrato dal vescovo della diocesi di Mileto mons. Vincenzo De Chiara. Sempre negli anni sessanta vi fu l'adeguamento della chiesa alla riforma liturgica post Concilio Vaticano II, con la rimozione delle balaustre che separavano la navata dal presbiterio e l'inserimento di una mensa e di un ambone.
Nel 1979 il luogo di culto e tutta la città di Palmi passarono dalla giurisdizione della diocesi di Mileto a quella nuova di Oppido Mamertina-Palmi.
Durante il periodo tra il 1998 e il 2002 la chiesa venne ulteriormente ristrutturata internamente, mentre nel periodo compreso tra il 2002 ed il 2010 l'intero complesso venne completato, con la realizzazione di strutture annesse al convento, la realizzazione di un portico e del sagrato della chiesa. Il tutto su progetto degli architetti Carmelo Bagalà e Domenico Ianni.

## Descrizione

### Esterno

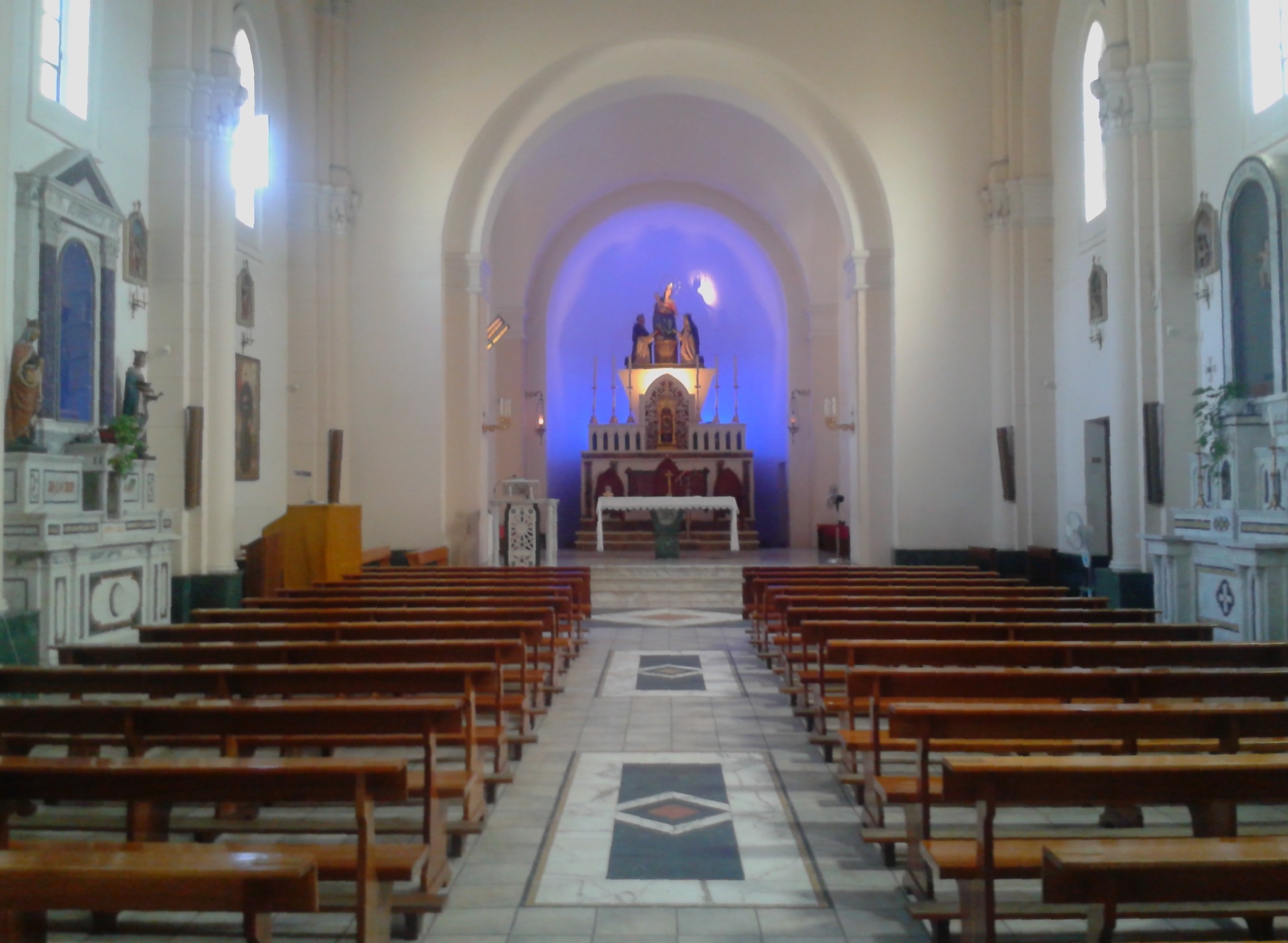
L'interno della chiesa.

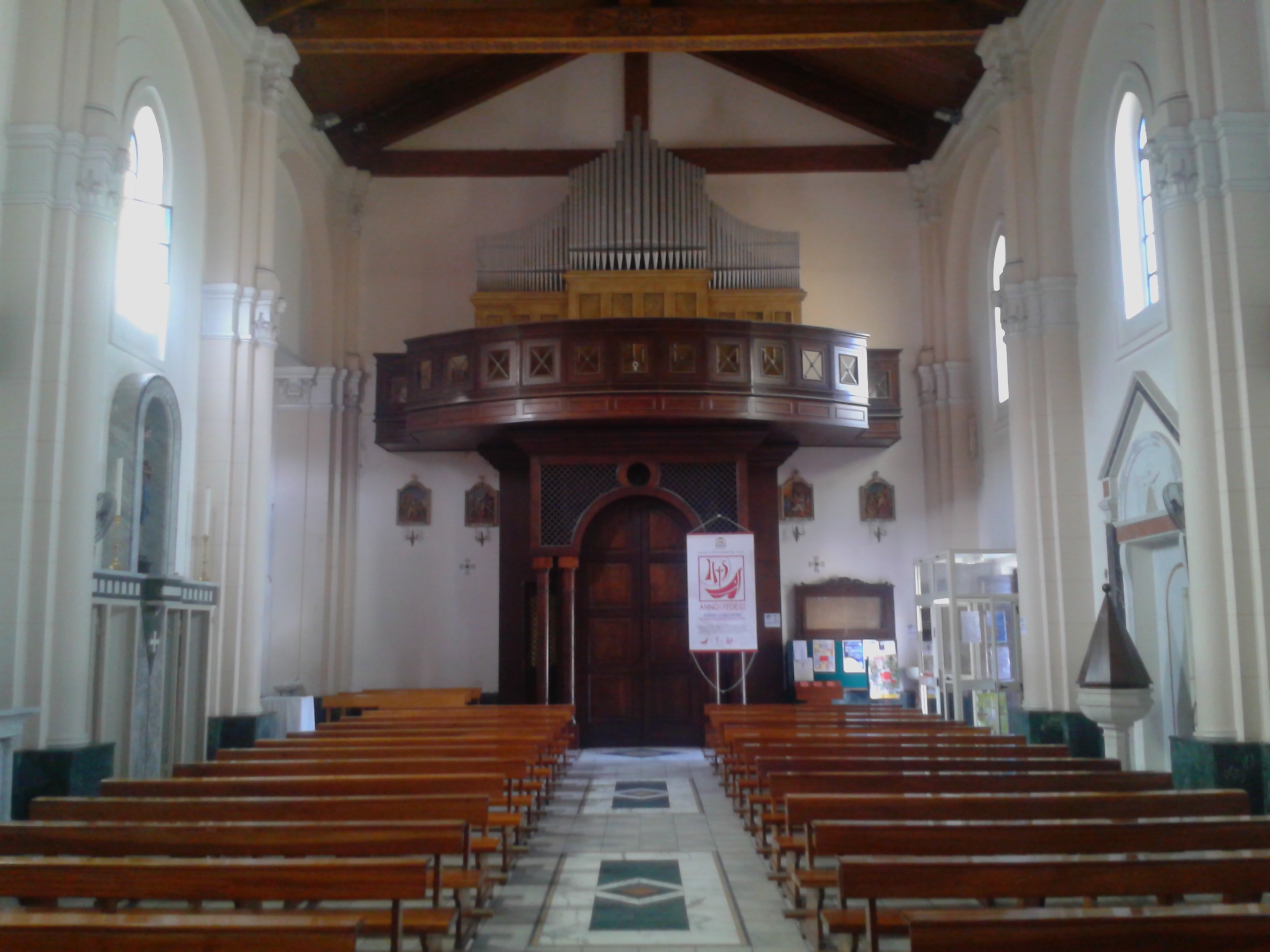
La cantoria con l'organo proveniente da Monaco di Baviera.

La facciata della chiesa è a capanna e presenta, nella parte inferiore, un portico avente la stessa larghezza della facciata, rialzato internamente di quattro gradini rispetto al sagrato e formato da quattro colonne che sorreggono due archi a tutto sesto frontalmente e due archi a sesto acuto lateralmente. Nella facciata all'interno del portico si innalza una zoccolatura in pietra che si sviluppa per tutta la larghezza della stessa. Centralmente il portico è interrotto da un protiro, più alto e aggettante rispetto al resto del portale stesso, formato da due ulteriori colonne in travertino che sorreggono anch'esse un arco centrale a sesto acuto. In corrispondenza del protiro, nella facciata è collocato l'ingresso principale della chiesa, rialzato di ulteriori tre gradini rispetto alla base del portico, sormontato un mosaico raffigurante la Madonna del Segno. La parte superiore della facciata presenta verticalmente due lesene all'estremità della stessa, che sorreggono una modanatura con cornice ad archetti pensili. Sempre nella parte superiore, centralmente è collocato un piccolo rosone con apertura quadriloba. La facciata è conclusa, nel punto più alto, da una croce in ferro.
La facciata sinistra dell'edificio presenta anch'essa un portico, all'interno del quale vi è collocata una scultura in bronzo di san Pio da Pietrelcina, opera dell'artista Ioppolo. Sopra il portico la facciata laterale è composta da delle paraste, che sorreggono degli archi a tutto sesto, con delle monofore collocate al centro di ognuna di esse. La facciata destra della chiesa presenta lo stesso stile architettonico, ma risulta sprovvista del colonnato. Quest'ultima facciata presenta invece un'abside, priva di aperture, dalla parte vicina a quella principale.
Il tetto è a due falde con manto di copertura in tegole.
Tra la chiesa ed il convento sorge inoltre un campanile, avente lo stesso stile architettonico.

### Interno

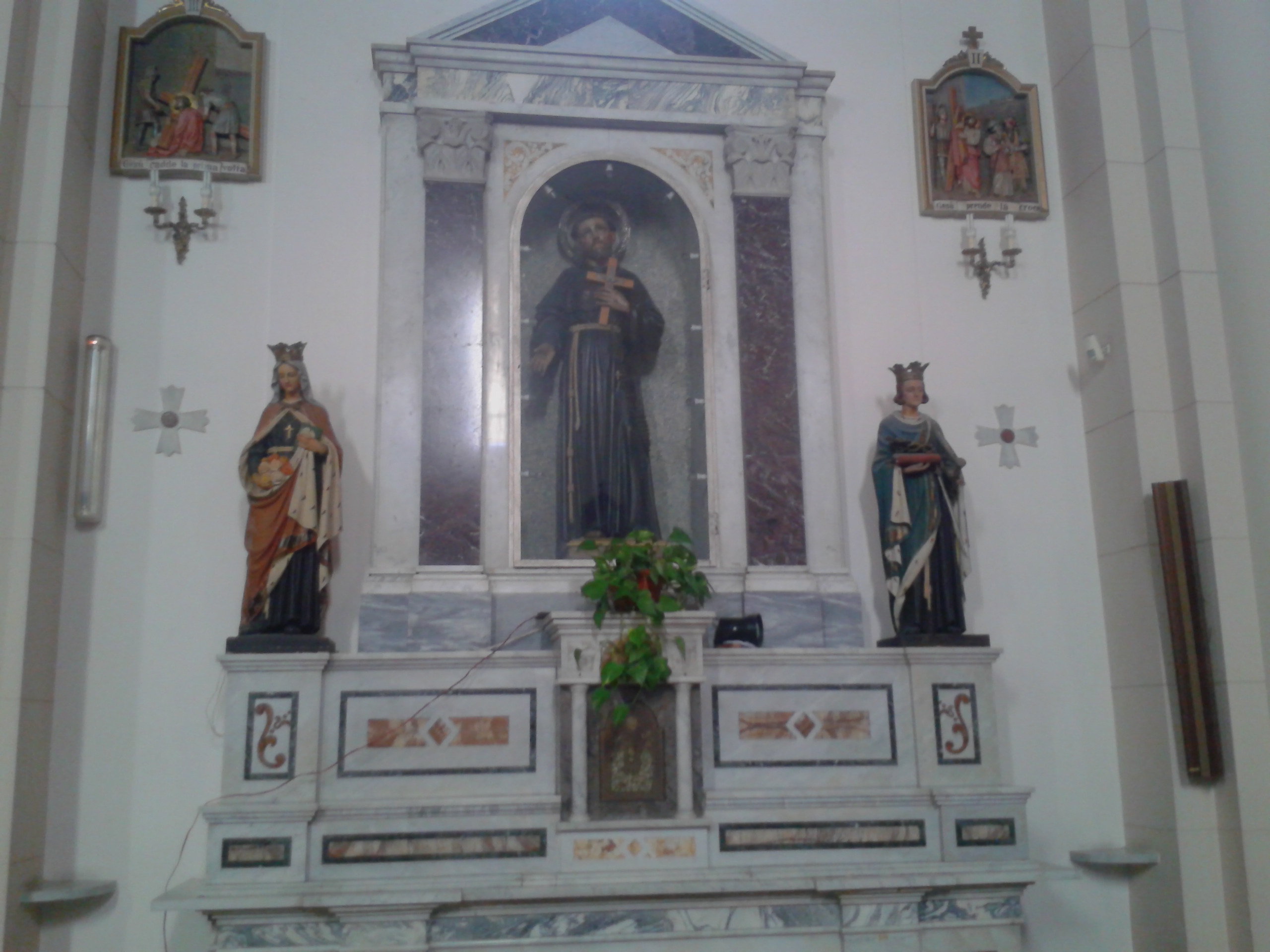
L'altare dedicato a san Francesco d'Assisi.

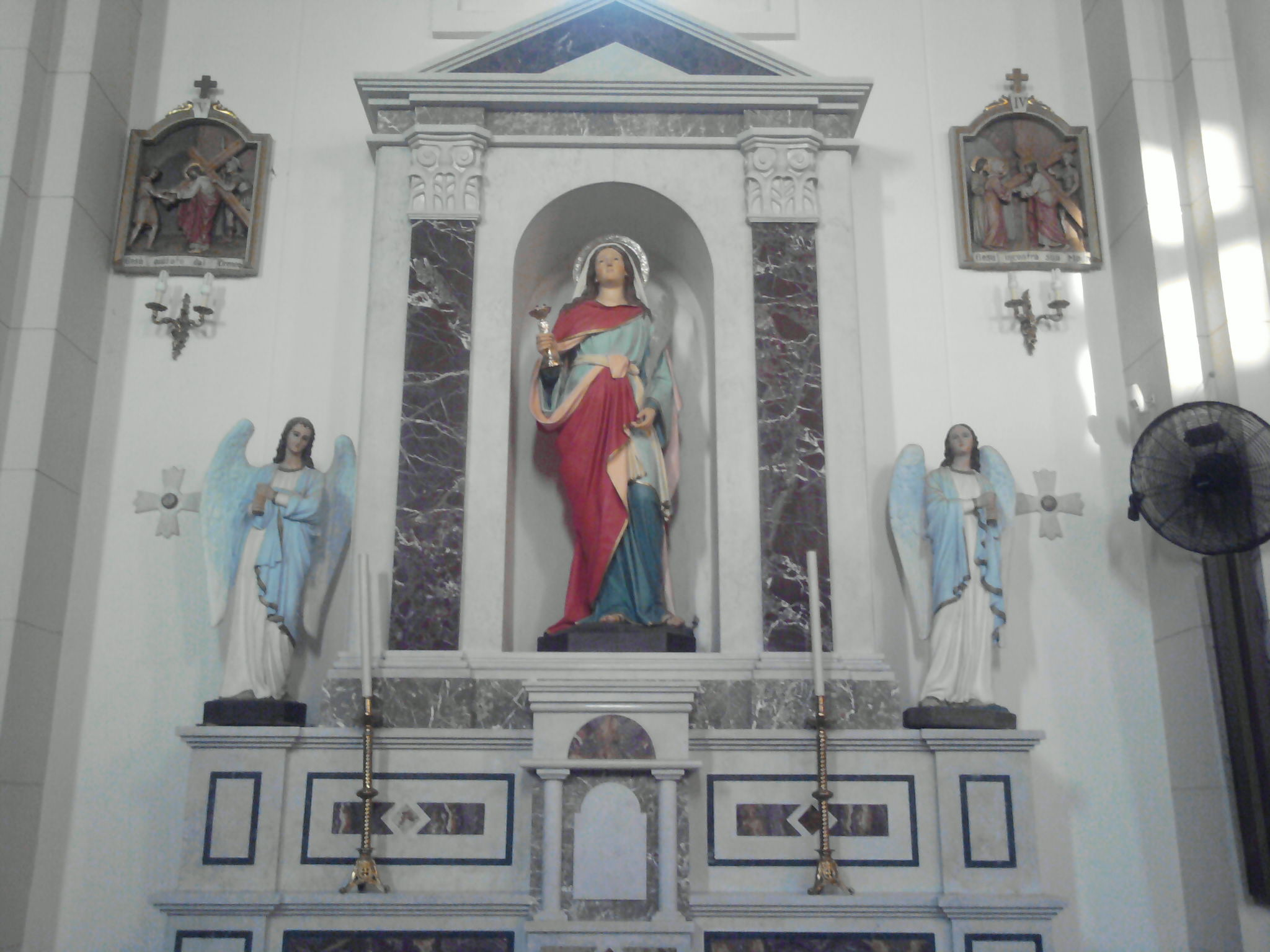
L'altare dedicato a santa Lucia.

Al suo interno la chiesa è formata da una sola navata rettangolare, che all'inizio si apre, nella parte destra, ad una cappella laterale e termina con un'abside curvilinea. L'aula corrisponde alla navata mentre il presbiterio, rialzato di tre gradini rispetto al resto dell'edificio, è collocato nell'abside.

#### Navata
Nella controfacciata è posta, in corrispondenza dell'ingresso, bussola in legno sovrastata da una cantoria anch'essa lignea, nella quale è collocato un imponente organo a canne (2002), realizzato a Monaco di Baviera. Sempre nella controfacciata sono collocate, ai lati della bussola, quattro cornici con dipinte altrettante Stazioni della Via Crucis, realizzate in legno e donate dalla famiglia del professore Francesco Pentimalli.
Le pareti laterali risultano scandite verticalmente da pilastri con semicolonne, che sorreggono arcate a tutto sesto e che le suddividono in cinque campate ciascuna, entro le quali sono disposti gli altari laterali e le opere d'arte. Ad ogni campata corrisponde una monofora. Tutti gli altari laterali sono realizzati in marmo (bianco o policromo) scolpito e intarsiato, opera di maestranze locali.
Partendo dall'ingresso, nella prima campata di sinistra è posizionato l'ingresso laterale della chiesa, che conduce all'esterno.
Nella seconda campata è collocato il fonte battesimale (XX secolo) in marmo bianco, con coprifonte in legno intagliato. In corrispondenza del fonte, addossato alla parete, è collocata un'opera in marmo bianco e policromo con al centro la raffigurazione della colomba dello Spirito Santo e riportante la scritta di otto nomi di battesimo.
Nella terza campata è posizionato invece l'altare laterale di Santa Lucia (XX secolo), con soprastante nicchia contenente una statua in cartapesta modellata e dipinta rappresentante Santa Lucia. Sopra l'altare, ai due lati dell'edicola sono posizionate due statue di angeli, anch'essi scolpiti e dipinti.
Nella quarta campata si trova l'altare laterale di San Francesco d'Assisi (XX secolo), sovrastato da una edicola contenente una statua in legno scolpito e dipinto raffigurante San Francesco d'Assisi (1937), opera dell'artista Luigi Santifaller di Ortisei. Ai due lati della nicchia, sopra l'altare, sono posizionate due statue, anch'esse in legno scolpito dipinto e realizzate dal Santifaller nello stesso periodo, rappresentanti San Ludovico di Tolosa e Sant'Elisabetta d'Ungheria.
Nella quinta campata è collocato un dipinto raffigurante San Massimiliano Kolbe e l'Immacolata Concezione. Davanti al quadro si trova l'organo.
Sempre partendo dall'ingresso, nella prima campata di destra si apre la cappella dedicata al Crocifisso.
Nella seconda campata si trovano gli accessi ai locali dei confessionali, sovrastati da una edicola riportante la scritta <<venite a me>> e contenente una statua in legno scolpito e dipinto del Sacro Cuore di Gesù (XX secolo), realizzata da Luigi Santifaller.
Nella terza campata è collocato l'altare laterale di San Francesco da Paola (XX secolo), con soprastante edicola riportante la scritta <<charitas>>, al cui interno è posizionata una statua in cartapesta modellata e dipinta di San Francesco da Paola (XIX secolo), opera di bottega dell'Italia meridionale.
Nella quarta campata si trova l'altare laterale di Sant'Antonio di Padova (XX secolo), sovrastato da una edicola riportante la scritta <<si quaeris miracula>> e contenente una statua in legno scolpito e dipinto raffigurante Sant'Antonio di Padova (1938), realizzata anch'essa da Luigi Santifaller.
Nella quinta campata è collocata la porta d'accesso alla sacrestia.
Completano le pareti verticali le restanti Stazioni della Via Crucis, realizzate in legno e donate dalla famiglia del professor Francesco Pentimalli.
Nella parete di fondo si apre, tramite un arco trionfale, l'abside. Ai lati della parete sono collocati due dipinti murari raffiguranti due angeli.
Il soffitto della navata è formato da un tetto in legno, a doppia falda inclinata, sorretto da capriate a vista anch'esse in legno e posizionate in corrispondenza dei pilastri con semicolonne delle pareti laterali.
La pavimentazione è invece formata da piastrelle grigio chiaro con inserimento, nel corridoio centrale all'ingresso principale e ai piedi del presbiterio, di decorazioni in marmo.

#### Cappella del Crocifisso
Nella prima campata della parete laterale destra si apre un vano, a pianta rettangolare e concluso centralmente da un'abside semicircolare, nel quale è collocata la cappella consacrata al Crocifisso. In corrispondenza dell'abside, e addossato alla parete di quest'ultima, è posto l'altare laterale (XX secolo) in marmo bianco e policromo sopra cui è posizionato il gruppo scultoreo del Crocifisso e Maria Addolorata, entrambe opere scolpite e dipinte realizzate nello scorso secolo. Ai due lati dell'altare sono posizionate due statue policrome in legno rispettivamente di Gesù risorto e di Santa Rita da Cascia.

#### Abside
Nell'abside, a pianta rettangolare conclusa da una parete di fondo curvilinea, è posizionato il presbiterio. Nella parete sinistra sono presenti delle aperture lunghe e strette mentre centralmente, addossato alla parete curvilinea, è collocato l'altare maggiore.
L'altare maggiore della Madonna del Rosario (XX secolo), è realizzato in marmo bianco e policromo intarsiato, con tabernacolo in stile bizantino (1999), quest'ultimo opera dall'artista iconografa locale Loredana La Capria e collocato all'interno di un tempietto in ottone. Sopra l'altare è posizionato il gruppo scultoreo di Maria Santissima del Rosario con Santa Caterina da Siena e San Domenico (1941), realizzato in legno scolpito e dipinto da Luigi Santifaller. In precedenza il gruppo scultoreo era posizionato nella cappella ora dedicata al Crocifisso.
La pavimentazione dell'abside è in marmo mentre la copertura è formata da una semi-cupola intonacata.

## Feste e ricorrenze
- Festa di sant'Antonio di Padova (13 giugno, con processione per le vie cittadine);
- Celebrazione del Perdono d'Assisi (2 agosto - con processione pomeridiana fino alla basilica della Madonna dei Poveri di Seminara);
- Raduno della corporazione dei contadini della Varia (ultima domenica di agosto - evento legato al corteo storico della Varia di Palmi);[18]
- Festa di san Francesco d'Assisi (4 ottobre - solo liturgica);
- Festa di Maria Santissima del Rosario (prima domenica di ottobre - solo liturgica).

## Titoli
- Chiesa parrocchiale. Il 30 maggio 1733 l'antica chiesa del Rosario venne eretta a nuova parrocchia cittadina dal vescovo della diocesi di Mileto Ercole Michele Ajerbi d'Aragona.[5] Il territorio venne scorporato dalla parrocchia di San Nicola.[5][N 10] Già nel 1686 monsignor Ottavio Paravicino, vescovo della diocesi di Mileto, aveva ipotizzato di elevarla a parrocchia, ma tale decisione non venne realizzata.[N 11] Nel XX secolo, poiché l'antica chiesa del Rosario era stata interdetta nel 1919 e negli anni trenta era stato realizzato un nuovo luogo di culto (dedicato a San Francesco da Paola) in una zona della città di recente costruzione, monsignor Paolo Albera, vescovo della diocesi di Mileto, nel 1937 revisionò i confini parrocchiali di Palmi e conferì a questa nuova chiesa di San Francesco da Paola la titolarità della vecchia parrocchia della Madonna del Rosario,[1] assegnandole la giurisdizione sulla nuova parte di Palmi, peraltro distante dal vecchio sito.[N 12]
- Chiesa conventuale. Il luogo di culto attuale, dalla sua realizzazione avvenuta nel 1937, è anche la chiesa conventuale dell'ordine dei frati minori conventuali della "Custodia provinciale dei Santi Daniele e Compagni Martiri in Italia di Calabria", appartenente alla Provincia del Serafico Padre San Francesco in Italia di Napoli.[19]

## Riconoscimenti
- Provvedimento di tutela tramite decreto della Direzione Generale per i Beni Culturali e Paesaggistici della Calabria, n. 950 del 19 settembre 2011, della «Chiesa di Maria Santissima del Rosario», per vincolo architettonico e monumentale.[20]

## Monumento a san Francesco d'Assisi
Poco distante dalla chiesa venne inaugurato, il 20 dicembre 1987, un monumento dedicato a san Francesco d'Assisi, in occasione del cinquantesimo anniversario del nuovo luogo di culto e della venuta a Palmi dei Frati Minori Conventuali.
La scultura bronzea, collocata nel Belvedere Gi.Sa. in un luogo panoramico dal quale si può ammirare il centro storico cittadino ed il mar Tirreno fino allo stretto di Messina, fu realizzata dall'artista statunitense Susan Loeb Luppino grazie all'impegno di Giuseppe Saffioti e per conto della Sovraintendenza per i beni storici. La statua, posizionata su di una base in pietra e marmo con intorno una fontana ed un piccolo giardino, rappresenta il santo con le braccia levate in alto ed i palmi delle mani rivolti in direzione della città. Nella base è riportata la seguente scritta:
Per la realizzazione del monumento furono utilizzate pietre provenienti da ogni regione d'Italia. Per la Liguria arrivò da Varazze, città gemellata con Palmi, una pietra del peso di circa 80 kg. Presenziarono alla cerimonia di inaugurazione della scultura le autorità ed il clero cittadino, con la partecipazione di monsignor Benigno Luigi Papa, vescovo della nuova diocesi di Oppido Mamertina-Palmi.

### Esplicative
1. ↑  Della famiglia Russo.
2. ↑  Della famiglia Speranza.
3. ↑  Della famiglia Grillea.
4. ↑  Per una somma di ducati 1173 e grana 18. Le misure della nuova chiesa erano: lunghezza 20,80 metri, larghezza 9,10 metri ed altezza 6,24 metri.
5. ↑  in marmo policromo
6. ↑  nel dettaglio i tre quadri rappresentavano un Cristo che tiene in mano, col Padre, una corona per l'Assunzione di Maria, Maria che viene assunta in cielo e gli Apostoli vicino al sepolcro di Maria che guardano in alto.
7. ↑  Che erano ospitati nell'edificio sede dell'ex asilo infantile e del convento delle Suore di Carità.
8. ↑  I frati portarono la loro assistenza anche al brefotrofio provinciale, retto dalle suore Figlie di sant'Anna, ed all'ospedale "Regina Margherita", affidato alle cure delle Suore di Carità.
9. ↑  Maschili e femminili con vari corsi ed attività di formazione, e la pubblicazione del periodico Ascendere. Inoltre vi fu la Milizia Immacolata, associazione fondata da san Massimiliano Kolbe.
10. ↑  L'istituzione della nuova parrocchia è confermata anche nel memoriale del 1740 del parroco di San Nicola don Bruno Trifiletti, redatto per l'elevazione della chiesa madre cittadina a collegiata. Nel memoriale il parroco riferì di «una parrocchia intitolata a Santa Maria del Rosario, avente una popolazione di 2.000 abitanti su un totale di 6.270».
11. ↑  La decisione venne presa alla morte del parroco di san Nicola don Melchiorre Scaglione. Però il nuovo parroco, don Giovan Battista Lacquaniti, si oppose alla divisione e, facendo causa in Vaticano, ottenne un decreto a lui favorevole, facendo rimanere pertanto quella di san Nicola l'unica parrocchia cittadina.
12. ↑  Il nuovo territorio della parrocchia comprendeva il rione Ajossa e Pille e si sviluppava verso il Trodio ed oltre, fino a Taureana di Palmi ed il Lido di Palmi, nonché Cola di Reggio.

### Bibliografiche
1. 1 2 3 4 5 6 7 8 9 10 11 12 13 14 15 16 17 18 19 20 21 22 23 24 25 26 27 28 29 30 31 32 33 34 35   Chiesa di Maria Santissima del Rosario <Palmi>, su Le chiese delle diocesi italiane, Conferenza Episcopale Italiana. URL consultato il 18 settembre 2016.
2. ↑   MARIA SS. DEL ROSARIO, su palmi.corriere.it.
3. 1 2 3 4 5 6 7 8 9 10 11 12 13 14   La voce del Tirreno, 5 marzo 2009 anno 3 n. 3 (PDF), su lavocedeltirreno.it. URL consultato il 24 settembre 2016 (archiviato dall'url originale il 24 febbraio 2013).
4. 1 2  Liberti, pag. 28.
5. 1 2 3 4  De Salvo, pagg. 232-233.
6. ↑  Rocco Liberti, pag. 6.
7. ↑  De Salvo, pag. 237.
8. ↑  Achille Cofano - Giuseppe Cricrì "Un nuovo volto per le antiche Chiese di San Rocco e Maria SS. del Rosario in Palmi. 2008. Pag. 7.
9. ↑  Guardata, pag. 36.
10. ↑  Calogero, pag.
11. ↑   pag. 1361 (PDF), su vatican.va. URL consultato il 4 marzo 2013.
12. ↑   Santifaller L. (1937), San Francesco d'Assisi, su beweb.chiesacattolica.it. URL consultato il 13 giugno 2019.
13. ↑   Santifaller L. sec. XX, San Ludovico di Tolosa, su beweb.chiesacattolica.it. URL consultato il 13 giugno 2019.
14. ↑   Santifaller L. sec. XX, Sant'Elisabetta d'Ungheria, su beweb.chiesacattolica.it. URL consultato il 13 giugno 2019.
15. ↑   Ambito dell'Italia meridionale sec. XIX, San Francesco di Paola, su beweb.chiesacattolica.it. URL consultato il 2 maggio 2019.
16. ↑   Santifaller L. (1938), Sant'Antonio da Padova, su beweb.chiesacattolica.it. URL consultato il 2 maggio 2019.
17. ↑   Santifaller L. (1941), Madonna del Rosario con Santi, su beweb.chiesacattolica.it. URL consultato il 21 giugno 2019.
18. ↑   Contadini, su mbuttaturidellavaria.it. URL consultato il 22 novembre 2014 (archiviato dall'url originale il 29 novembre 2014).
19. ↑   Custodia provinciale dei Santi Daniele e Compagni Martiri in Italia (Calabria) della Provincia del Serafico Padre San Francesco in Italia (Napoli), su presenze.ofmconv.net. URL consultato il 3 agosto 2020.
20. ↑   Regione Calabria Dipartimento Urbanistica - AGGIORNAMENTO QUADRO CONOSCITIVO QTRP [collegamento interrotto], su burc.regione.calabria.it. URL consultato il 15 aprile 2019.
21. ↑  La Stampa, cronache della Liguria, 28 dicembre 1985, pag. 17 «Tipica pietra di Varazze per monumento a Palmi. Servirà per un'opera in onore di S. Francesco».